# Islamitisch emiraat Afghanistan (1996-2001)
Het islamitische emiraat Afghanistan (Pasjtoe: د افغانستان اسلامي امارت) werd in 1996 gesticht toen de Taliban aan de macht kwamen in Afghanistan. De staat kwam ten einde in 2001 toen het regime met de hulp van onder andere Amerikaanse troepen omver werd geworpen. De Taliban hadden nooit het gehele land beheerst. Op het hoogtepunt van hun macht was nog altijd een gebied in het noordoosten (zo'n 10% van het gehele land) in handen van de Noordelijke Alliantie. Ook de centrale, door Hazara's bewoonde berglanden, waren niet vast in handen van de Taliban door de aanwezigheid van guerrilla's.

## Geschiedenis
De Taliban ontstond uit de chaotische situatie in Afghanistan na het terugtrekken van de Sovjets in 1988. Het begon als een islamitische, fundamentalistische, politieke beweging van madrassastudenten in de Afghaanse provincies Helmand en Kandahar. Na de inname van Kandahar in 1994 breidde de macht van de Taliban zich steeds verder uit over het land. In 1996 werd Kabul ingenomen en werd het islamitisch emiraat Afghanistan uitgeroepen. Tegen het einde van 2000 hadden de Taliban zo'n 90% van het land in handen. Alleen een gebied in het uiterste noordoosten van het land bleef in handen van de Noordelijke Alliantie. 
De Taliban pasten tijdens hun vijfjarige bewind een strikte uitleg van de Sharia toe. Ook steunden ze de moedjahedien, hetgeen vooral tot uiting kwam in de steun voor de Al Qaida-beweging van Osama bin Laden. Een groot deel van de bevolking werden vele vrijheidsrestricties opgelegd en de mensenrechten werden geschonden. Vrouwen mochten niet werken en meisjes werd het verboden naar school te gaan. 
In 1999 nam de VN Veiligheidsraad resolutie 1267 aan waarin de Taliban werden opgeroepen geen onderdak meer te verlenen aan terroristen. Daarnaast werden er sancties opgelegd aan de Taliban. Na de aanslagen op 11 september 2001 besloten de Verenigde Staten tot de invasie van Afghanistan en werd het Taliban-regime omvergeworpen. Daarmee kwam, na de val van Kandahar op 13 november 2001, een einde aan het Islamitisch Emiraat Afghanistan.

## Internationale erkenning
Alleen Pakistan, Saoedi-Arabië en de Verenigde Arabische Emiraten erkenden de Taliban-regering. Het regime werd dan ook niet erkend door de Verenigde Naties. In VN-verband werd Afghanistan daarom vertegenwoordigd door de regering van de Islamitische Staat Afghanistan, die slechts over een klein deel van het land heerste. 
Een van de redenen voor het gebrek aan internationale erkenning was het negeren door de Taliban van internationale verdragen. Zo was een van de eerste daden van de Taliban na de oprichting van het Islamitisch Emiraat de moord op de voormalige Afghaanse president Mohammed Nadjiboellah, terwijl hij verbleef in een gebouw van de VN in Kabul, hetgeen in strijd was met internationale verdragen. Daarnaast werd het regime ook sterk bekritiseerd om de moord op Iraanse diplomaten in 1998.